# سیارک ۴۸۷۳۷
سیارک ۴۸۷۳۷ (به انگلیسی: 48737 Cusinato، نامگذاری:1997ER11) چهل و هشت هزار و هفتصد و سی و هفتمین سیارک کشف شده‌است که در ۸ مارس ۱۹۹۷ کشف شد.